# Hidrossulfeto de amônio
Hidrossulfeto de amônio é um composto químico com a fórmula (NH4)SH. É o sal derivado de amônio (cátion) e hidrossulfeto (ânion). Este sal existe como cristais incolores, solúveis em água. O composto é geralmente criado através da mistura de sulfeto de hidrogênio e amônia.